# Крижовани
Крижовани (словац. Krížovany) — село в Словаччині, Пряшівському окрузі Пряшівського краю. Розташоване в центральній частині східної Словаччини, у Шариській височині в долині потока Крижовянка.
Вперше згадується у 1318 році.
В селі є римо-католицький костел з 1330 року в стилі ранньої готики, у 1775 році перебудований в стилі бароко.

## Географія
Протікає річка Крижованка.

## Населення
| Рік:            | 1994. | 2004.   | 2014.   | 2024. |
| --------------- | ----- | ------- | ------- | ----- |
| Кількість осіб: | 383   | 363     | 380     | 342   |
| Різниця:        |       | -5,22 % | +4,68 % | -10 % |

| Рік:            | 2023. | 2024.   |
| --------------- | ----- | ------- |
| Кількість осіб: | 341   | 342     |
| Різниця:        |       | +0,29 % |

В селі проживає 373 особи.